# Сант'Агата (Кунео)
Сант'Агата је насеље у Италији у округу Кунео, региону Пијемонт.
Према процени из 2011. у насељу је живело 8 становника. Насеље се налази на надморској висини од 686 м.